# Poly Bridge 3
 (mars 2023).
Poly Bridge 3 est un jeu vidéo de simulation et puzzle développé et publié par Dry Cactus. Il s'agit du troisième volet de la série Poly Bridge et de la suite de Poly Bridge 2. Le jeu est sorti sur Linux, macOS et Microsoft Windows le 30 mai 2023.

## Système de jeu
Poly Bridge 3 est confirmé pour présenter une nouvelle campagne qui se compose de plus de 100 niveaux. Le jeu introduira également un autre nouveau matériau, la fondation, coûteux mais efficace pour réduire les contraintes. Un mode bac à sable sera également disponible, permettant aux joueurs de construire des ponts sans limitation de budget et de ressources. 

## Développement et sortie
Le jeu a été révélé le 16 mars 2023 par le créateur de la série, le développeur de jeux vidéo basé en Nouvelle-Zélande Dry Cactus, qui revient pour développer et publier le jeu. Le jeu est sorti le 30 mai 2023 sur les plateformes Linux, macOS et Microsoft Windows.